# Kite (Geòrgia)
Kite és una població dels Estats Units a l'estat de Geòrgia. Segons el cens del 2000 tenia 241 habitants.

## Demografia
Segons el cens del 2000, Kite tenia 241 habitants, 108 habitatges, i 68 famílies. La densitat de població era de 116,3 habitants/km².
Dels 108 habitatges en un 17,6% hi vivien nens de menys de 18 anys, en un 46,3% hi vivien parelles casades, en un 13% dones solteres, i en un 37% no eren unitats familiars. En el 35,2% dels habitatges hi vivien persones soles el 20,4% de les quals corresponia a persones de 65 anys o més que vivien soles. El nombre mitjà de persones vivint en cada habitatge era de 2,23 i el nombre mitjà de persones que vivien en cada família era de 2,9.
Per edats la població es repartia de la següent manera: un 19,9% tenia menys de 18 anys, un 7,9% entre 18 i 24, un 22% entre 25 i 44, un 26,6% de 45 a 60 i un 23,7% 65 anys o més.
L'edat mediana era de 45 anys. Per cada 100 dones de 18 o més anys hi havia 99 homes.
La renda mediana per habitatge era de 21.563 $ i la renda mediana per família de 28.750 $. Els homes tenien una renda mediana de 23.438 $ mentre que les dones 16.875 $. La renda per capita de la població era de 16.261 $. Entorn del 22,9% de les famílies i el 28,2% de la població estaven per davall del llindar de pobresa.

## Poblacions més properes
El següent diagrama mostra les poblacions més properes.